# Michel Vaucaire
Pour les articles homonymes, voir Vaucaire.
Michel Vaucaire est un auteur et parolier français, né le 3 août 1904 à Brissago (canton du Tessin) en Suisse et mort le 18 juin 1980 à Saint-Denis en France.
Sa carrière est marquée par une collaboration fidèle avec le compositeur Charles Dumont, qui met la plupart de ses textes en musique. Ils sont notamment les auteurs de la célèbre chanson Non, je ne regrette rien, popularisée par Édith Piaf.
Fils du chansonnier et auteur dramatique Maurice Vaucaire (1863-1918), il est l'époux de la chanteuse Cora Vaucaire (1918-2011).

## Discographie
- Mon Dieu (musique de Charles Dumont) interprétée par Édith Piaf, Ginette Ravel
- La Complainte des souvenirs (musique de Georges Van Parys) interprétée par Cora Vaucaire
- Les Jardins de Paris (musique de Philippe-Gérard) interprétée par Cora Vaucaire
- Frédé (musique de Daniel White) interprétée par Cora Vaucaire
- Marie-Trottoir (musique de Charles Dumont) interprétée par Édith Piaf
- Dans leur baiser (musique de Charles Dumont) interprétée par Édith Piaf
- La Chapelle enchantée (musique de Charles Dumont) interprétée par John William
- Les Flons-flons du bal (musique de Charles Dumont) interprétée par Édith Piaf, Pia Colombo
- Noms des rues (musique de Michel Emer) interprétée par Cora Vaucaire
- Aux quatre coins de la rue (musique de Charles Dumont) interprétée par Damia
- L'amour a fait le reste (musique de Charles Dumont) interprétée par Cora Vaucaire
- Fallait-il (musique de Charles Dumont) interprétée par Édith Piaf, Lydie Enault
- Un dimanche après la fin du monde (musique de Charles Dumont) interprétée par Martine Baujoud
- Je n'irai pas à Saint-Tropez (musique de Francis Lai) interprétée par Cora Vaucaire
- Non je ne regrette rien (musique de Charles Dumont) interprétée par Édith Piaf, Jany Bert, Peggy Laure
- Il pleut sur Venise (musique de S. Laurens et P. Duclos) interprétée par Cora Vaucaire
- La Chanson de ma mère (musique de Charles Dumont) interprétée par Cora Vaucaire
- Aimez-vous les moules marinières ? (coécrit avec Henri Varna, musique de Charles Dumont) interprétée par Damia
- C'est peut-être ça (musique de Charles Dumont) interprétée par Édith Piaf], Charles Dumont, Dany Kane
- Le Ruban rose (musique de E. Dantzig) interprétée par Cora Vaucaire
- Tu n'as jamais le temps (musique de Charles Dumont) interprétée par Cora Vaucaire, Gloria Lasso
- Je ne sais vraiment plus (musique de Charles Dumont) interprétée par Charles Dumont
- Deux verres vides (musique de José Veranne) interprétée par Lucienne Troka
- Mon vieux Lucien (musique de Charles Dumont) interprétée par Dany Kane
- La Saint-Médard (musique de Rudi Revil) interprétée par les Frères Jacques
- La Chanson des rues (musique de Rudolf Goehn) interprétée par Jacqueline François, Jean Bertola
- Un dimanche à moi (musique de Charles Dumont) interprétée par Lucette Raillat
- Sophie (musique de Charles Dumont) interprétée par Jean-Paul Mauric, Marcel Amont, Jean Philippe, Sacha Distel, Michèle Arnaud
- Envoie la musique (musique de Charles Dumont) interprétée par Colette Renard, Dany Dauberson
- J'aimais trop la danse (musique de Charles Dumont) interprétée par Denise Lebrun
- Bim bom bey (musique de Hugo Peretti) interprétée par Annie Cordy, Babette Bruneau
- Dis lui que je l'aime (musique de Rolf Marbot) interprétée par Jean Philippe
- Tes yeux lilas (musique de Charles Dumont) interprétée par Colette Deréal
- Des histoires (musique de Boris Vian) interprétée par Colette Renard
- Marion (musique de Charles Dumont) interprétée par Les Djinns
- San Miguel (musique de Jane Bowers) interprétée par Yvette Giraud, Hugues Aufray
- La Der des der (musique de Georges van Parys) interprétée par Fréhel
- La Chanson des fortifs (musique de Georges Van Parys) interprétée par Fréhel
- À Capri (musique de Charles Dumont) interprétée par Jean-Claude Pascal
- On a reçu des coups (musique de Georges Van Parys) interprétée par Khatarina Renn
- Ce qui me vient de vous (musique de Maurice Vaucaire) interprétée par Billy Bridge
- Je n'aurais pas dû (musique de Robert Valentino) interprétée par Lucette Raillat
- Un monsieur (musique de José Luchesi) interprétée par Michèle Arnaud
- Le Torrent et l'Amour (musique de Charles Dumont) interprétée par Juliette Gréco
- Comme si tout l'amour du monde (musique de Jean-Michel Arnaud) interprétée par Chantal Simon
- Le Cœur désaccordé (musique de Charles Dumont) interprétée par Georgette Lemaire
- Alfred Hitchcock (musique de Charles Dumont) interprétée par Colette Renard
- Si tu m'aimes encore (musique de Daniel White) interprétée par Nina George
- Hôtel du départ (musique de Jean-Jacques Robert) interprétée par Nina Corot
- Tu l'aimes encore (Running scared) (Roy Orbison / J. Helson, adaptation française de Michel Vaucaire) interprétée par Line Andrès
- J'ai choisi (Ecstasy) (D. Promus / P. Spector, adaptation française de Michel Vaucaire) interprétation par Annick Bouquet
- Un nom (Bob Hilliard / Burt Bucharach, adaptation française de Michel Vaucaire) interprétée par Jocelyne Jocya

## Théâtre
- 1948 : Hier contre aujourd'hui de Robert Beauvais et Michel Vaucaire, mise en scène Lucien Rimels, théâtre des Célestins. Maurice Thiriet met en musique sa Chanson Grégory, interprétée par Cora Vaucaire

## Anecdotes
Michel Vaucaire est également un grand collectionneur de livres anciens. Il est l'auteur du Que sais-je ? sur La Bibliophilie. Dans les années 1960-1970, on le trouve souvent dans la minuscule boutique du libraire mondain Edmond Lassarre (3 rue de la Chaise, Paris 7e), où se réunissaient tous les soirs de 18 à 20 h des passionnés de livres anciens, des érudits, des antiquaires du quartier, des courtiers en livres (tels qu'Henri Pollès, auteur d'un des grands succès littéraires des années 1980, Sur le fleuve de sang vient parfois un beau navire), des étudiants et des professeurs de Sciences Po tout proche. Michel Vaucaire y raconte ses souvenirs du Saint-Germain de l'après-guerre, des anecdotes des tournées de sa femme Cora, ses découvertes d'éditions rares improbables… Il tient de manière assez régulière une rubrique sur la bibliophilie dans le Magazine littéraire (de mars 1968 à octobre 1974).